# Pete Seeger

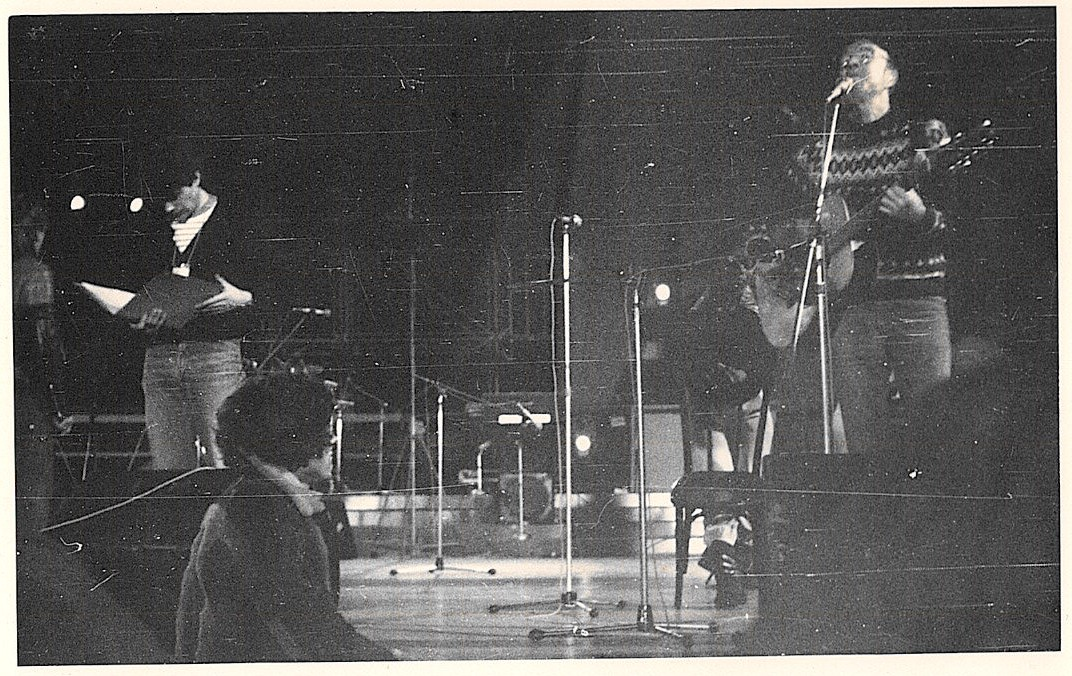
Pete Seeger a Werner-Seelenbinder-Halle-ban (1986)

Peter „Pete” Seeger (New York, 1919. május 3. – New York, 2014. január 27.) háromszoros Grammy-díjas amerikai folkénekes, politikai aktivista, író.
Meghatározója a folkzene újjáéledésének, megalapítója a közönséggel való együtt éneklésnek, világszerte ünnepelt előadóművész. A környezetvédelem jelszavával épített vitorlással – Sloop Clearwater – kívánja felhívni a figyelmet életterünk megóvására. A tiltakozó dalairól nevezetes, elkötelezett népzenész. Hazáján kívül járt a volt Szovjetunióban, Csehszlovákiában, a Német Demokratikus Köztársaságban, Nyugat-Európa számos országában, valamint Ausztráliában, Kubában és Kanadában is. 2008 nyarán Torontóban koncertezett, és új CD-vel jelentkezett, címében utalva korára.

## Munkássága
1947-ben The Weavers néven alakított együttest, nagy slágerük volt 1949-ben egy Leadbelly szám, a Goodnight, Irene. Ez a szám a folk music revival egyik első megnyilvánulása. A dal Gussi L. Davis 1886-os népszerű dalán alapul. Leadbelly-t a nagybátyjától tanulta, 1950-ben juttatta a Weavers a folklisták élére, és ott is tartotta 13 héten keresztül. A folk zene egyik legfontosabb képviselője, fénykorában a tiltakozó (protest music) zene úttörője.

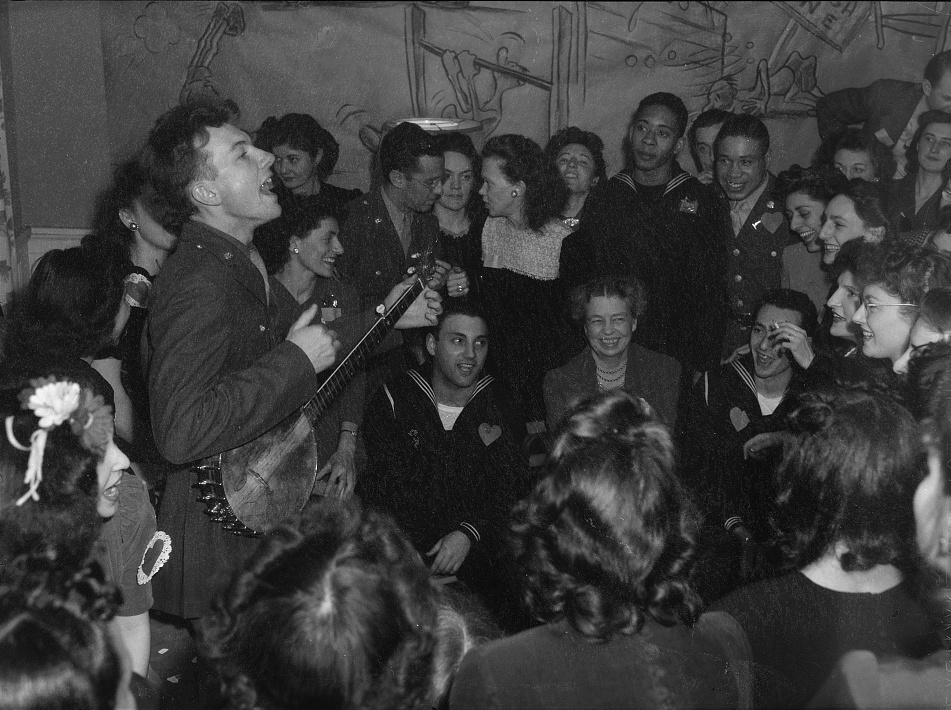
Pete Seeger balra, Eleanor Roosevelt középen. (1944)

1948-ban megírta első változatát mára klasszikussá vált könyvének, a Hogyan játsszunk öthúros bendzsón címűnek. Egy új hangszer is fűződik a nevéhez, a hosszúnyakú vagy Seeger bendzsó. Gyakran játszik 12-húros gitáron és ukulelén.
„Osztott tenor" hangjával alapító tagja lett Woody Guthrie-val az Almanac Singers folk énekegyüttesnek és Lee Hays-szel, Ronnie Gilberttel és Fred Hellermannal a Weavers-nek. A zenekar legnagyobb sikereit az 1950-es évek elején aratta. 1955 augusztusában Pete-et az Amerika-ellenes tevékenységet vizsgáló bizottság elé idézték kommunista nézetek miatt, ahol megtagadta személyes és politikai kapcsolatai megnevezését azt állítva, hogy ez megsértené a híres Első Kiegészítésben foglalt jogait. Ez a visszautasítás 1957-ben ahhoz vezetett, hogy vád alá helyezték a Kongresszus semmibevétele miatt, néhány évig ez azt jelentette, hogy jelentenie kellett a szövetségi kormányzatnak, ha el akarta hagyni New York déli körzetét. 1961 márciusában bírósági tárgyaláson egy év börtönre ítélték, de 1962 májusában fellebbezett és eltörölték az ítéletet.
1958-ban szólókarrierbe kezdett. Seeger nagy hatással volt az 1960-as évek a Greenwich Village-ben összpontosuló folk-újjászületésre. Ott volt a Broadside Magazine folkfanzine és a Sing Out! Nonprofit folkhíradó megalapításánál. Szorosan együttműködött Moses Asch-sel és a Folway Records-szal, az Anthology of American Folk Music kiadójával, ami nagyban hozzájárult a folk mainsream zenei vonulattá válásához.
A hatvanas évek közepén a regionális Rainbow Quest folkzenei televízió házigazdájaként rengeteg tradicionális amerikai zenész felfuttatásában tevékenyen részt vett. Olyan vendégei voltak, mint Johnny Cash, a legendás folk rock'n'roller, felesége, June Carter Cash, a Carter country családból, Mississippi John Hurt, a nagy hatású néger blues szerző, gitáros-előadó, Roscoe Holcomb, az autentikus kentuckyi bendzsóművész, a Stanley Brothers, virginiai bluegrass duó, Doc Watson, a fehérbőrű bluegrassman és még sokan mások.
Talán ma a legismertebb dalai: a Where Have All the Flowers Gone (Joe Hickerson-nal), az If I Had a Hammer (Lee Hays-szel), Turn! Turn! Turn! (To Everything There Is a Season) a szöveg a Prédikátor könyve (Préd 3.), Guantanamera (José Martí), a Bells of Rhymney és a We Shall Overcome, ami talán egy gospelen alapul. Rengeteg feldolgozása készült ezeknek a daloknak megjelenésük óta.

## Családja

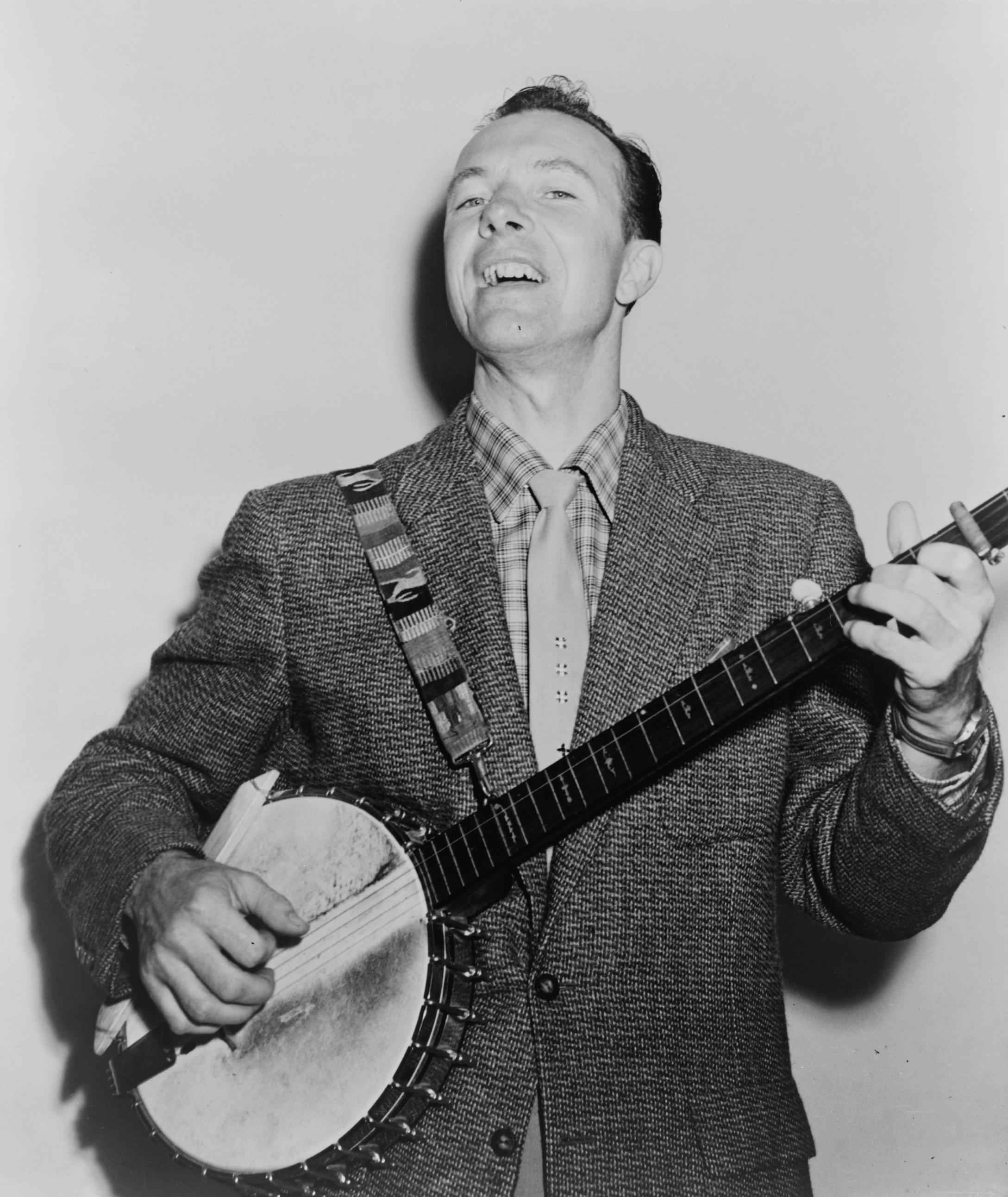
Pete Seeger 1955-ben

Művészcsaládban született. Apja, Charles Seeger nagyműveltségű zenetudós, mostohaanyja, Ruth Crawford Seeger az egyik legjelentősebb 20. századi zeneszerzőnő, féltestvérei Mike és Peggy Seeger szintén figyelemre méltó zenei pályát futottak be. Mike alapítója volt a New Lost City Ramblers-nek, Bob Dylan egyik fő inspirátorának. Nagybátyja, Alan Seeger ismert költő az első világháborúban esett el 28 évesen. Pete 1936-ban, 17 éves korában hallott először öthúros bendzsót a Folk Song and Dance Festival-on Asheville-ben (Észak-Karolina) és ez mondhatni megváltoztatta az életét. Connecticutban beiratkozott a híres Avon Old Farms bentlakásos iskolába, aztán a Harvardra ment, ahonnét másodévesként távozott. Miután otthagyta a Harvardot, ahol újságírást tanult, Washingtonban a Kongresszusi Könyvtárban az Amerikai Népzenei Archívumnál vállalt munkát. 1943-ban feleségül vette Toshi-Aline Ohtát, akitől megtanulta, hogy az élet igazi értelme az, ha másokon segíthetünk.
Három gyermekük született. Hat unokája közül Tao Rodriguez-Seeger szintén folkzenész lett, a The Mammals nevű formációban játszik gitáron, bendzsón és harmonikán.

## Utolsó évek
Szinte haláláig fellépett. Éveken át megjelent a National Storytelling Festival-on Jonesborough-ban (Tennessee), hogy történeteket meséljen, leginkább gyerektörténeteket, mint az Abiyoyo. Fellépett 2006-ban a MerleFesten, ami a roots-music fontos eseménye, Wilkesboróban, Észak-Karolinában. 2007. május 16-án Peggy húgával és Mike öccsével, Toshival és családja számos tagjával együtt koncertezett a washingtoni Kongresszusi Könyvtárban. 2008-ban Kanadában több alkalommal lépett fel, a Carnegie Hall-ban zenélt, új cd-t készített és a David Letterman tv-show műsorában is szerepelt.  2009. január 31-én színpadra lépett az Ann Arbor Folk Festival-on. Barack Obama ünnepi székfoglaló koncertjén Bruce Springsteennel és Tao Rodriguez-szel énekeltette meg a közönségét január 18-án Washingtonban. 2009. április 18-án az Earth Day Festival-on szerepelt.
Seeger 90. születésnapját 2009. május 3-án koncerttel köszöntötték a Madison Square Garden-ben. Az Appleseed Recordings gondozásában új CD jelent meg Tomorrow's Children címmel Seeger 91. születésnapjára. Ez a CD egy újabb Grammy díjat eredményezett.

## Elismerései
Seeger számos díjat és elismerést kapott, többek között:
- Mid Hudson Civic Center – Hírességek csarnoka (2008)
- Seeger és Arlo Guthrie adták az első nyilvános, ingyenes koncertet 1976-ban a New York állambeli Poughkeepsie-ben nyitott nonprofit családi szórakoztató központban. Seeger unokája, Tao Rodríguez-Seeger vette át nagyapja nevében az elismerő oklevelet.
- Grammy életműdíj (1993)
- Nemzeti Művészeti Emlékérem (National Medal of Arts) (1994)
- A Kennedy Center életműdíja (1994)
- A Harvard Művészeti Emlékérem (1996)
- Rock and Roll Hall of Fame (1996)
- Grammy-díj a legjobb tradicionális folkalbum kategóriában (1997)
- A Felix Varela Emlékérem, amely Kuba legmagasabb elismerése Seeger "a környezet védelmében és a rasszizmus ellen kifejtett humanitárius és művészeti erőfeszítéseiért" (1999)
- A Schneider Családi Könyvdíj a gyermekeknek írt "The Deaf Musicians" című könyvért (2007)
- A Letelier-Moffitt Emberi Jogi Díj (1986)
- Az Eugene V. Debs Díj (1979)
- Grammy-díj a legjobb tradicionális album kategóriában (2008)

## Diszkográfia
| Kiadás dátuma | Album címe                                             | Kiadó                |
| ------------- | ------------------------------------------------------ | -------------------- |
| 2008          | Pete Seeger At 89                                      | Appleseed Records    |
| 2007          | American Favorite Ballads, Vol. 5                      | Smithsonian Folkways |
| 2006          | American Favorite Ballads, Vol. 4                      | Smithsonian Folkways |
| 2000          | American Folk, Game and Activity Songs                 | Smithsonian Folkways |
| 1998          | Headlines and Footnotes: A Collection of Topical Songs | Smithsonian Folkways |
| 1998          | If I Had a Hammer: Songs of Hope and Struggle          | Smithsonian Folkways |
| 1998          | Birds, Beasts, Bugs and Fishes (Little and Big)        | Smithsonian Folkways |
| 1993          | Darling Corey/Goofing-Off Suite                        | Smithsonian Folkways |
| 1992          | American Industrial Ballads                            | Smithsonian Folkways |
| 1991          | Abiyoyo and Other Story Songs for Children             | Smithsonian Folkways |
| 1990          | Folk Songs for Young People                            | Smithsonian Folkways |
| 1990          | American Folk Songs for Children                       | Smithsonian Folkways |
| 1989          | Traditional Christmas Carols                           | Smithsonian Folkways |
| 1980          | God Bless the Grass                                    | Folkways Records     |
| 1974          | Banks of Marble and Other Songs                        | Folkways Records     |
| 1968          | Wimoweh and Other Songs of Freedom and Protest         | Folkways Records     |
| 1964          | Songs of Struggle and Protest, 1930-50                 | Folkways Records     |
| 1964          | Broadsides – Songs and Ballads                         | Folkways Records     |
| 1962          | 12-String Guitar as Played by Lead Belly               | Folkways Records     |
| 1960          | Champlain Valley Songs                                 | Folkways Records     |
| 1959          | American Play Parties                                  | Folkways Records     |
| 1958          | Gazette, Vol. 1                                        | Folkways Records     |
| 1957          | American Ballads                                       | Folkways Records     |
| 1956          | With Voices Together We Sing                           | Folkways Records     |
| 1956          | Love Songs for Friends and Foes                        | Folkways Records     |
| 1955          | Bantu Choral Folk Songs                                | Folkways Records     |
| 1954          | How to Play a 5-String Banjo (instruction)             | Folkways Records     |
| 1954          | The Pete Seeger Sampler                                | Folkways Records     |